# Шелухін Дмитро Якович
Шелухін Дмитро Якович (1906-1984) — педагог, доктор педагогічних наук, професор, декан педагогічного факультету Київського державного педагогічного інституту імені О. М. Горького.

## Біографія
Народився 23 листопада 1906 р. в с. Красна Кам'янка на Кіровоградщині. Після закінчення школи навчався на факультеті української філології Харківського Інституту Народної Освіти. Вчителював, був директором зразкової школи м. Харкова. З 1937 р. начальник відділу шкіл Південно-Західної залізниці. Закінчив прискорені курси Військово-політичної академії імені В. І. Леніна. У 1942 р. заступник командира артилерійської батареї Прибалтійського фронту Червоної Армії. Пораненим 1943 р. комісований у госпіталь м. Орська, де залишається на посаді замполіта. У 1945 р. інструктор ЦК КП(б)У. У 1946—1951 рр. інспектор відділу кадрів і шкіл Південно-Західної залізниці. З 1951 р. заступник начальника управління педагогічних вузів Міністерства народної освіти України. З 1952 викладач, професор, декан педагогічного факультету Київського педагогічного інституту імені О. М. Горького.
Помер 10 березня 1984 р.

## Наукова діяльність
Досліджував проблеми виховання, вивчав досвід роботи шкіл-інтернатів. В наукових працях наголошував на важливості гуманістичного характеру виховного впливу, а також індивідуального підходу до вихованця.
- 1955 р. — захист кандидатської дисертації на тему «Заохочення і покарання як засоби виховання в радянській школі».
- 1972 р. — захист докторської дисертації на тему «Ленінська тема у навчально-виховній роботі середньої загальноосвітньої школи (за досвідом праці шкіл Української РСР)».

## Нагороди
орден «Великої Вітчизняної війни»,
Орден Червоної Зірки,
Орден «Знак Пошани»,
Почесна грамота Верховної Ради України,
медаль А. С. Макаренка,
Медаль Н. К. Крупской,
Значок «Відмінник народної освіти УРСР»,

## Вибрані праці
«Виховання свідомої дисципліни». Київ: КДПІ, 1957. 28 с. ; «Проблема заохочення і покарання в педагогічній теорії». Радянська школа. 1958. № 9. С. 21-27. ; «Виховання свідомої дисципліни в радянській школі». Київ: Т-во для пошир. політ. і наук. знань УРСР, 1959. 39 с. ; «Система народної освіти СРСР: лекції для студентів-заочників педагогічних інститутів». Київ: КДПІ , 1960. 33 с. ; «Заохочення і покарання як засіб виховання в радянській школі». Київ: Радянська школа, 1963. 112 с. ; «Вихователь школи-інтернату». Методика виховної роботи в школі-інтернаті. Київ: Радянська школа, 1963. С. 24-32. ; «Виховання учнів в сім'ї на прикладі життя В. І. Леніна». Радянська школа. 1970. № 4. С. 96-99. ; «Про підготовку вчителя до роботи над ленінською темою». Вища і середня педагогічна освіта. Київ, 1970. Вип. 4. С. 35-43. ;«Учням молодших класів — про Леніна». Початкова школа. 1970. №. 3. С. 6-9. ; «Ленінська тема на уроках читання» Початкова школа. 1972. № 8. С. 30-36. ; «Юному поколінню — ленінський гарт». Київ: Радянська школа, 1973. 224 с. ; «Невичерпна ленінська скарбниця: виховання учнів на прикладі життя і діяльності В. І. Леніна». Радянська школа. 1976. № 4. С. 9-14.